# César

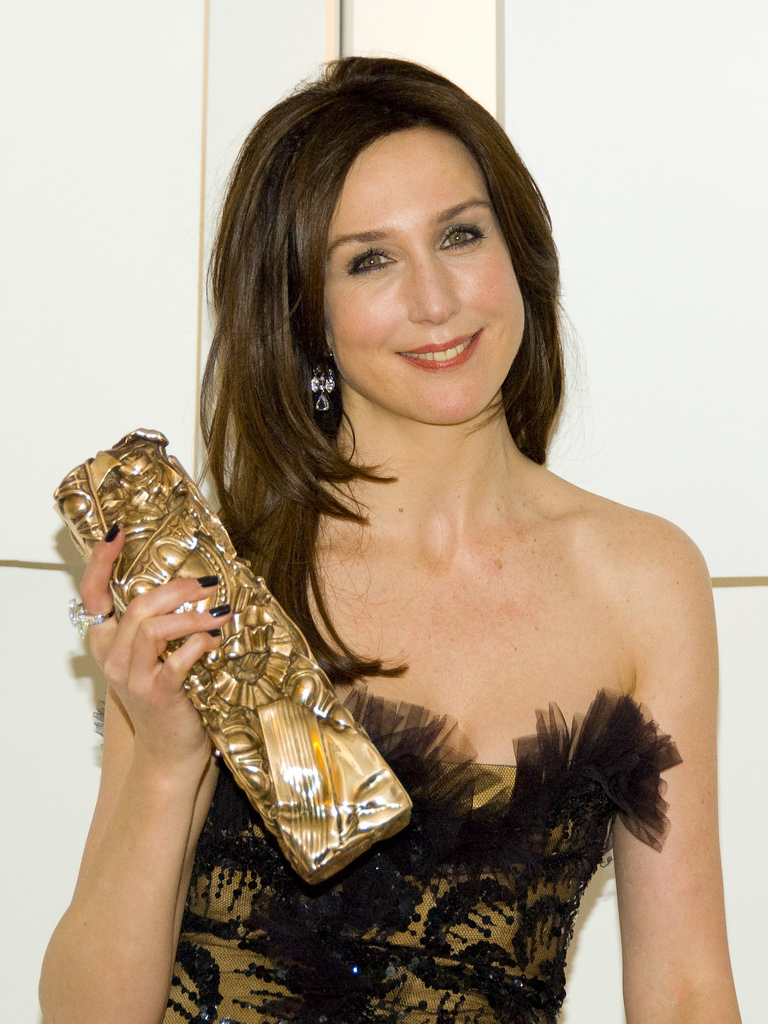
Elsa Zylberstein mit ihrem César bei der Preisverleihung 2009

Der César ist der nationale Filmpreis Frankreichs. Er ist nach dem französischen Bildhauer César Baldaccini benannt, der die Trophäe für den Preis entwarf. Der César wurde 1975 vom Filmjournalisten und Publizisten Georges Cravenne ins Leben gerufen und am 3. April 1976 erstmals vergeben. Die Nominierungen werden durch die Mitglieder der Académie des Arts et Techniques du Cinéma vorgenommen. Am 14. Februar 2020, zwei Wochen vor der Verleihung 2020, ist das Präsidium der Preisakademie geschlossen zurückgetreten. Die Auszeichnung ging aus dem Filmpreis Étoile de Cristal hervor, der von 1955 bis 1975 verliehen wurde.
Die im Fernsehen ausgestrahlte Zeremonie zur Preisverleihung, die sogenannte La Nuit des césars (dt.: „Die Nacht der Césars“), findet alljährlich im Februar im Théâtre du Châtelet in Paris statt. Der César ehrt die besten Produktionen und Künstler des französischen Films. Ursprünglich wurde der César in 13 Kategorien vergeben, derzeit gibt es – ohne Ehrenpreis – 21 Kategorien. In einer Kategorie werden auch internationale Filmproduktionen prämiert.
Die letzte Preisverleihung fand am 23. Februar 2024 statt. Die nächste Verleihung soll Ende Februar 2025 abgehalten werden.

## Kategorien
Césars werden in den folgenden Kategorien vergeben:

### Filmkategorien
| Kategorie                        | Originalbezeichnung                 | verliehen seit                 |
| -------------------------------- | ----------------------------------- | ------------------------------ |
| Bester Film                      | Meilleur film                       | 1976                           |
| Bester ausländischer Film        | Meilleur film étranger              | 1976                           |
| Bester Kurzfilm                  | Meilleur film de court-métrage      | 1977                           |
| Bester dokumentarischer Kurzfilm | Meilleur court métrage documentaire | 1977 (nicht von 1992 bis 2021) |
| Bestes Erstlingswerk             | Meilleur premier film               | 1982                           |
| Bester Dokumentarfilm            | Meilleur film documentaire          | 2007                           |
| Bester Animationsfilm            | Meilleur film d’animation           | 2011                           |
| Bester animierter Kurzfilm       | Meilleur court métrage d’animation  | 2014 (1977–1990)               |

### Filmschaffende
| Kategorie                   | Originalbezeichnung                   | verliehen seit                 |
| --------------------------- | ------------------------------------- | ------------------------------ |
| Beste Regie                 | Meilleure réalisation                 | 1976                           |
| Bester Hauptdarsteller      | Meilleur acteur                       | 1976                           |
| Beste Hauptdarstellerin     | Meilleure actrice                     | 1976                           |
| Bester Nebendarsteller      | Meilleur acteur dans un second rôle   | 1976                           |
| Beste Nebendarstellerin     | Meilleure actrice dans un second rôle | 1976                           |
| Bester Nachwuchsdarsteller  | Meilleur espoir masculin              | 1983                           |
| Beste Nachwuchsdarstellerin | Meilleur espoir féminin               | 1983                           |
| Bestes Originaldrehbuch     | Meilleur scénario original            | 1983 (nicht von 1986 bis 2005) |
| Bestes adaptiertes Drehbuch | Meilleure adaptation                  | 1983 (nicht von 1986 bis 2005) |
| Beste Filmmusik             | Meilleure musique originale           | 1976                           |
| Bestes Szenenbild           | Meilleurs décors                      | 1976                           |
| Beste Kostüme               | Meilleurs costumes                    | 1985                           |
| Beste Kamera                | Meilleure photo                       | 1976                           |
| Bester Schnitt              | Meilleur montage                      | 1976                           |
| Bester Ton                  | Meilleur son                          | 1976                           |
| Beste visuelle Effekte      | Meilleurs effets visuels              | 2022                           |

### Ehren- und Spezialpreise (Auswahl)
| Kategorie            | Originalbezeichnung                     | verliehen seit   |
| -------------------- | --------------------------------------- | ---------------- |
| Ehrenpreis           | César d’honneur                         | 1976             |
| Bester Filmproduzent | Prix Daniel Toscan du Plantier          | 2008 (1996–1997) |
| Technikpreis         | Trophée César & Techniques              | 2011             |
| Innovationspreis     | Prix de l’innovation César & Techniques | 2015             |
| Schülerpreis         | César des lycéens                       | 2019             |
| Jubiläumspreis       | Prix d’anniversaire                     | 2021             |

### Ehemalige Kategorien
Nicht mehr vergeben werden Preise in den Kategorien Bester französischsprachiger Film, in der ein ausländischer Spielfilm in französischer Sprache gekürt wurde, sowie Bestes Filmplakat und Bester europäischer Film. Die Preise für die besten Drehbücher werden seit der Verleihung im Jahr 2006 wieder getrennt nach Originaldrehbüchern und adaptierten Drehbüchern (Filmskripte, die auf einem anderen Werk wie z. B. einem Roman, einer Kurzgeschichte oder einem anderen Film basieren) verliehen. Zudem wurde zweimal der César des Césars vergeben, 1985 an Robert Enricos Das alte Gewehr (bereits 1976 mit dem César in der Kategorie Bester Film ausgezeichnet) und 1995 an Jean-Paul Rappeneaus Film Cyrano von Bergerac. Das Kostümdrama mit Gérard Depardieu in der Hauptrolle war 1991 mit zehn (regulären) Césars, darunter dem Preis für den besten Film des Jahres, und einem Oscar ausgezeichnet worden.
| Kategorien                        | Originalbezeichnung                      | Verleihungszeitraum  |
| --------------------------------- | ---------------------------------------- | -------------------- |
| Bestes Drehbuch                   | Meilleur scénario original ou adaptation | 1976–1982, 1986–2005 |
| Bester französischsprachiger Film | Meilleur film francophone                | 1984–1986            |
| Bestes Filmplakat                 | Meilleure affiche                        | 1986–1990            |
| Bester europäischer Film          | Meilleur film de l’Union Européenne      | 2003–2005            |
| Publikumspreis                    | César du public                          | 2018–2020            |